# Nina Ognianova
Nina Ognianova (em búlgaro: Нина Огнянова) é uma jornalista, ativista e coordenadora do Committee to Protect Journalists na Europa e Ásia Central, desde o ano de 2006. Anteriormente escritora da International Journalists' Network, desde 2007 tem sido uma figura proeminente nas investigações de assassinatos de jornalistas da Rússia, Ásia Central e Turquia. Em setembro de 2009, publicou o relatório Anastomy of Injustice que tratava de assassinatos não investigados de jornalistas russos. Em outubro de 2012, publicou o artigo Turkey's Press Freedom Crisis, que investigava a anti-imprensa do presidente turco Recep Tayyip Erdoğan. Em 2009, escreveu o artigo "Geting away with murder in Russia: The unsolved killings of 17 jounalists has had a chilling effect on the work of Russia's press" para o The Guardian.